# Isola di Giannutri
Giannutri è l'isola più meridionale dell'Arcipelago toscano, nonché il punto più a sud della Regione Toscana, e si trova a circa 14 chilometri a sud-est dell'Isola del Giglio, del cui comune fa parte, e a circa 12 chilometri a sud dell'Argentario. L'isola rientra nella provincia di  Grosseto.
Il centro abitato di Giannutri e le case sparse, considerata località minore, è chiamato istituzionalmente Spalmatoio-Ischiaiola (50 m s.l.m., 27 abitanti).

## Geomorfologia
Giannutri, come tipologia ambientale prevalente, è un'isola calcarea, in gran parte coperta da vari stadi di degradazione delle foreste di leccio (presenti in lembi residui), con prevalenza di macchia mediterranea, ginepreti costieri, garighe e prati annui. Altre tipologie ambientali rilevanti sono le coste rocciose, le aree edificate e i giardini, i rimboschimenti di conifere.
Lunga circa 3 chilometri e larga poco più di 900 metri, per una superficie di 2,6 km², è caratterizzata da una costa frastagliata e rocciosa, interrotta da suggestive calette e numerose grotte.
Sull'isola sono presenti due approdi: Cala Spalmatoio, a sud-est e Cala Maestra, a nord-ovest.
Il golfo dello Spalmatoio è la porzione di mare compresa tra Punta San Francesco, Punta Scaletta, Cala Volo di Notte e appunto Cala dello Spalmatoio da cui il golfo prende il nome.
Sono presenti solo cinque alture: Poggio di Capel Rosso (89,4 m), il punto più alto dell'isola, Poggio del Cannone ( o Poggio di S. Francesco) (68,3 m), Monte Mario (78,8 m), Poggio dei Gabbiani (67,6 m) e Monte Adami (43,5 m).

## Storia

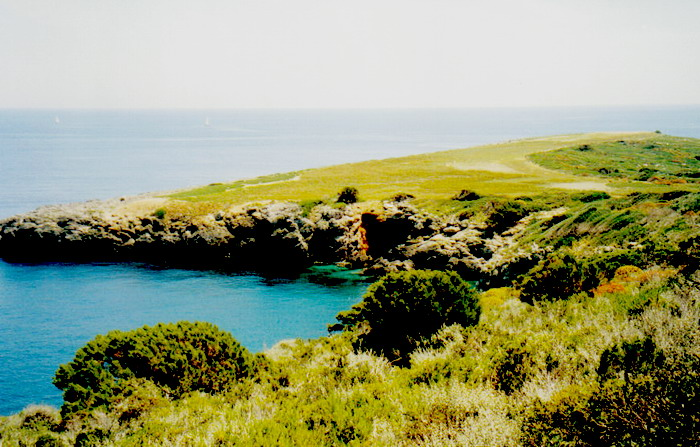
Cala dello Scoglio

L'isola di Giannutri, abitata occasionalmente durante l'Età del Bronzo, doveva essere già nota ai romani in epoca repubblicana, come dimostrano i resti di una nave oneraria del II secolo a.C. ritrovati negli anni sessanta davanti a Punta Scaletta. L'isola comunque vide il suo massimo splendore in epoca romana, quando furono realizzati il porto e una villa lungo la costa occidentale dell'isola, quest'ultima costruita dalla famiglia degli Enobarbi.
Terminati gli splendori di epoca romana, l'isola si trovò di fatto disabitata per molti secoli, essendo situata in mare aperto e avendo un territorio quasi piatto che non permetteva rifugi naturali in caso di incursione piratesche. Spesso gli stessi pirati vi sbarcavano per trovare covi temporanei nelle grotte dell'isola, in vista di assalti verso le coste della Toscana. Entrata a far parte dello Stato dei Presidi nella seconda metà del XVI secolo, i governanti spagnoli studiarono la possibilità di realizzare a Giannutri un sistema difensivo, ma tali progetti non furono mai realizzati.
Venne invece realizzato, nel 1803 dai Francesi durante il periodo napoleonico, da Maria Luisa, reggente del Regno d'Etruria, il Forte della Scoperta, per combattere il fenomeno della pirateria, del quale però non rimane più traccia.
Nel 1861, quando l'isola era entrata a far parte del Regno d'Italia, venne costruito lungo la costa meridionale il faro, per segnalare l'isola nelle ore notturne ai natanti in transito.
Infine, l'isola venne assegnata al comune di Isola del Giglio della provincia di Grosseto.

## Toponomastica dell'isola

### Origini del nome
Il nome dell'isola, sin dall'Antichità classica, fece riferimento alla sua particolare forma a mezzaluna e di conseguenza alla falce lunare, attributo della dea Artemide o Diana: Artemisia (Αρτεμισία) in greco e Dianium o Dianea in latino. Dal XVI secolo, nei documenti, compaiono le forme Ianuti, Januti e Gianuti. Essendo attestati toponimi in lingua etrusca terminanti con il suffisso -thri (ad esempio Veláthri / Volterra, Suthri / Sutri) ed essendo nota in latino la forma arcaica Iana per indicare la dea Diana, è presumibile che Ianuthri rappresenti l'originario toponimo dell'isola in etrusco, con significato del tutto corrispondente ai toponimi in lingua greca e latina sopra ricordati.

### Rade
Golfo dello Spalmatoio (già Golfo degli Spalmatoi), semplicemente chiamato Il Golfo sull'isola.

### Baie e calette

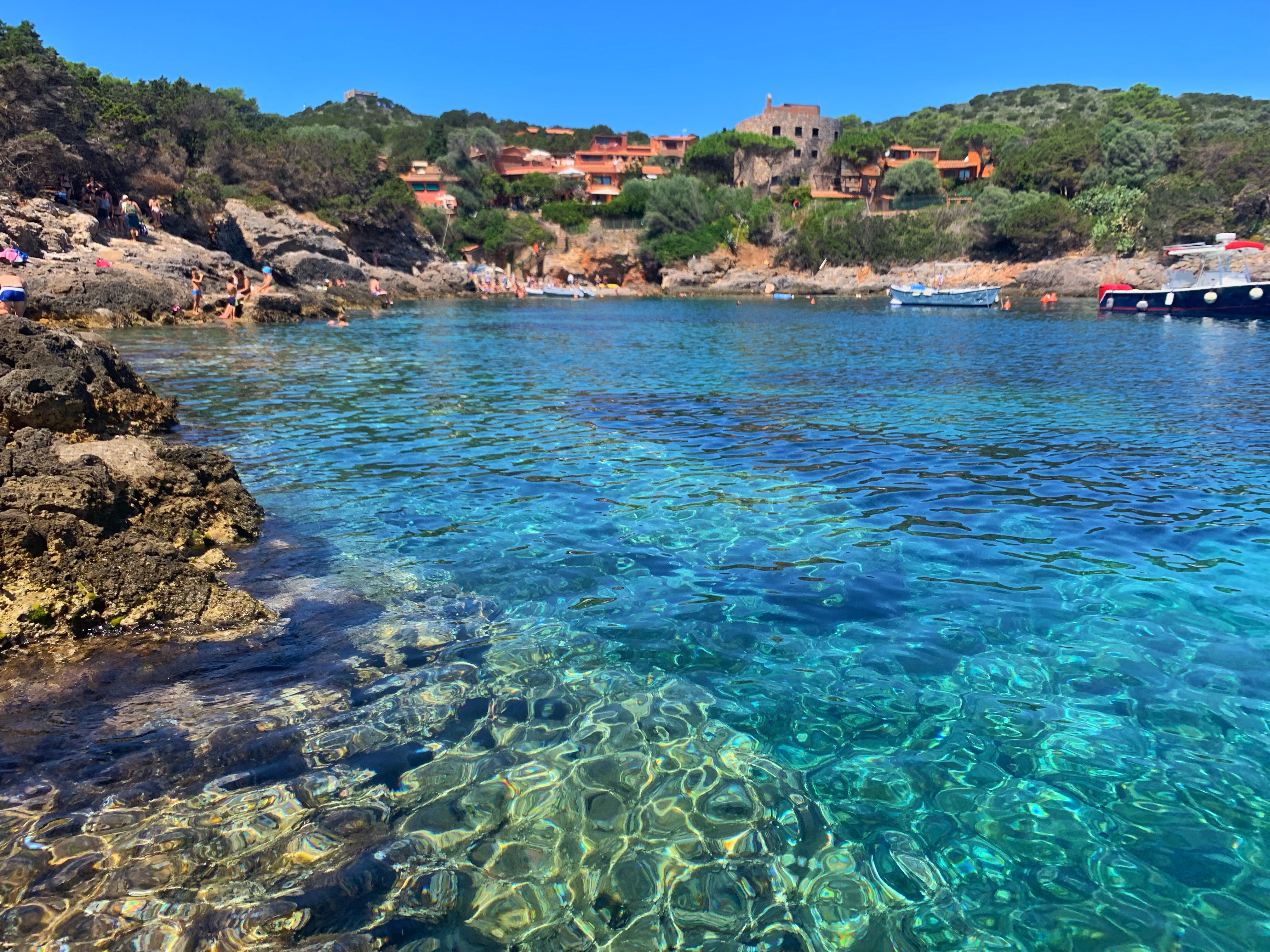
Cala dello Spalmatoio

Cala dello Schiavo (Cala Schiavone), Cala dello Spalmatoio, Cala Volo di Notte, Cala del Lino, Caletta di Scirocco (Cala Scirocco o il Calettino), Cala Brigantina, Costa dei Grottoni (Cala dei Grottoni), Cala Ischiaiola, Cala Maestra, Cala dello Scoglio (Cala dello Spogno), Cala dei Piemontesi, Cala di San Francesco (Cala del Cannone).

### Promontori
Punta del Capel Rosso (Punta Rossa), Punta di San Francesco (Punta del Cannone o punta Artemisia), Punta Scaletta, Punta del Calettino, Punta Secca, Punta Pennello (Punta della Salvezza).

### Rilievi
Monte Adami, Monte Mario, Poggio del Cannone (Poggio S. Francesco), Poggio di Capel Rosso, Poggio dei Gabbiani.

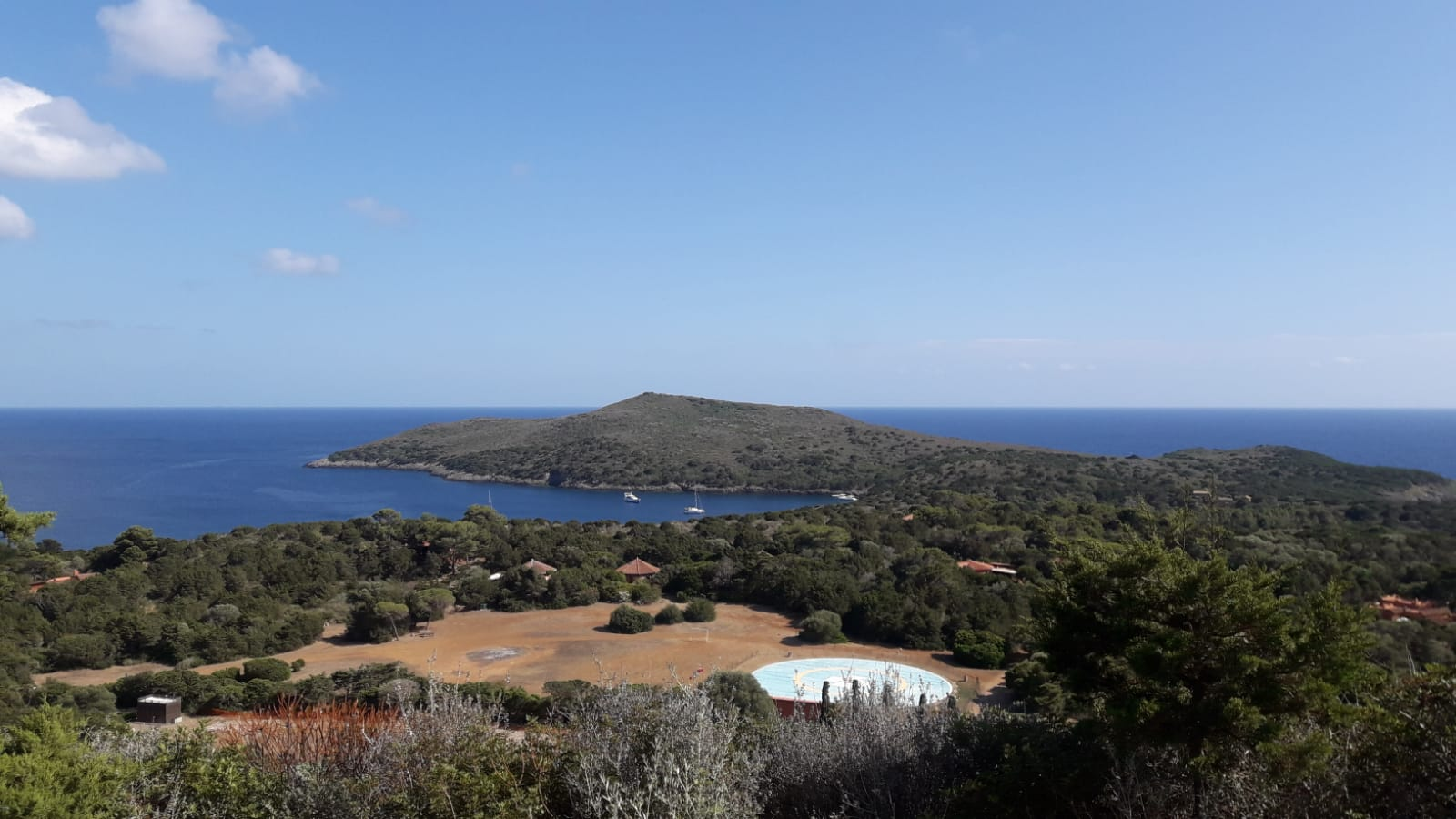
In primo piano, l'elisuperficie vista dal Monte Mario; sullo sfondo, Poggio di Capel Rosso e Cala Volo di Notte.

### Nuclei abitati
Spalmatoio (già Spalmadore e Spalmatoi), Ischiaiola, Oliveto.

### Case sparse e località minori
Piana dei fagiani, Vigna Vecchia, Il Lecceto, San Francesco, Faro, La Scaletta.

## Fauna
L'isola è un'importantissima area di sosta durante le migrazioni.
Sono presenti rare specie ornitiche nidificanti marine oppure legate a habitat rocciosi e alle garighe. Tra esse, il gabbiano corso (Larus audouinii) è presente lungo le coste dell'isola ma non vi sono indizi di nidificazione in anni recenti; la berta minore (Puffinus yelkouan) nidifica con un numero imprecisato di coppie; la monachella (Oenanthe hispanica) nidifica, forse in modo regolare; la magnanina sarda (Sylvia sarda) è nidificante; il marangone dal ciuffo (Phalacrocorax aristotelis) nidifica con 1-2 coppie. A esse va aggiunta la popolazione nidificante di berta maggiore (Calonectris diomedea), di entità sconosciuta ma certamente fra le 4 maggiori dell'Arcipelago Toscano. 
Tra i rettili, sono presenti Phyllodactylus europaeus. Vi sono segnalazioni occasionali della tartaruga comune (Caretta caretta). 
A essi si affianca la presenza di altri invertebrati endemici. 
Tra i lagomorfi si segnala un nutrito numero di conigli selvatici (Oryctolagus cuniculus).

## Flora
Sono presenti alcuni aspetti vegetazionali termoxerofili ormai rari nell'area mediterranea (boscaglia a Juniperus phoenicea e garighe a Euphorbia dendroides). 
Floristicamente interessante è la vegetazione fitoalofila, di Chrithmolimonietum sommieriani con presenza di specie endemiche tirreniche come Limonium sommierianum e Helichrysum litoreum. 
A esse si aggiunge la timelea tricocca (Cneorum tricoccon), specie presente in Toscana solo in tre stazioni (Monte Argentario, Giannutri e Montecristo). 
Sono stati rilevati popolamenti floristici delle coste rocciose con specie endemiche o di elevato interesse conservazionistico.

### Endemismi
- Il Limonium dianium, Limonio di Giannutri, è una pianta endemica dell'isola.

## Monumenti e luoghi d'interesse

Villa romana a Cala Maestra

In prossimità di Cala Maestra si trovano i resti di villa romana del II secolo d.C., edificata dai Domizi Enobarbi, antica famiglia senatoria di importanti commercianti della quale faceva parte Gneo Domizio, marito di Agrippina, madre dell'imperatore Nerone. Nonostante la rilevanza artistica e storica dei resti, la villa fino al 2004 era in mano a privati, al conte Gualtiero Adami (noto come Il Garibaldino), poi messa all'asta e salvata da Regione e ministero dell'Ambiente che esercitarono il diritto di prelazione. La villa è stata riaperta al pubblico nel 2015.
Si trovano anche i resti di un approdo di età romana.
All'estremità meridionale dell'isola si eleva il Faro di Giannutri, risalente alla seconda metà dell'Ottocento.

## Società

### Evoluzione demografica
Quella che segue è l'evoluzione demografica della frazione di Giannutri, del comune di Isola del Giglio.
| Anno | Abitanti |
| ---- | -------- |
| 1931 | 16       |
| 1961 | 3        |
| 1981 | 6        |
| 2001 | 13       |
| 2011 | 27       |

## Turismo

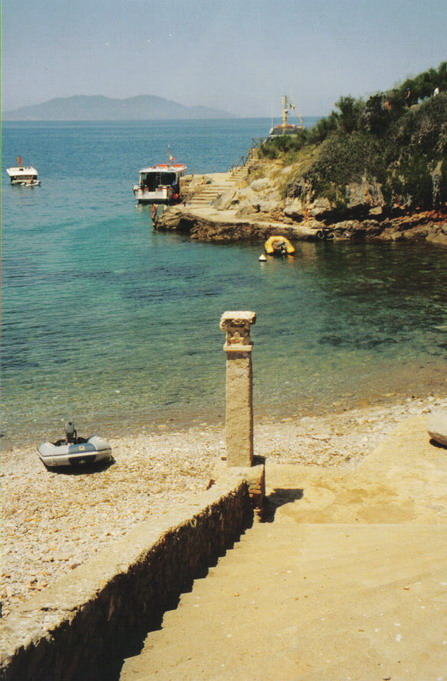
Veduta del Porto Romano dell'Isola di Giannutri a Cala Maestra con l'Isola del Giglio sullo sfondo.

L'isola, nella stagione estiva, è raggiungibile con un servizio di linea giornaliero da Porto Santo Stefano. D'inverno la frequenza dei collegamenti si riduce.
Sull'isola, che è sotto la tutela dell'Ente Parco dell'Arcipelago Toscano, non vi sono alberghi ed è vietato il campeggio.
Il maggior numero di abitazioni è concentrato presso Cala Spalmatoio.
A Punta Scaletta si trovano i resti di uno scafo romano ancora integro, mentre a Cala Spalmatoio sono presenti relitti d'età etrusca e romana.
È operativa, per le sole emergenze dell'isola, l'elisuperficie Isola di Giannutri.

### Subacquea
L'isola ha notevole interesse per la subacquea, grazie alle pareti verticali ricche di gorgonie, spugne, coralli e tunicati. Oggi la maggior parte dei fondali sono indicati come zona protetta di tipo "1", nella quale sono proibiti, a fini di ripopolamento ittico, la navigazione a motore, a vela e a remi, la pesca, le immersioni e la balneazione. Si possono comunque trovare liberi per attività subacquee le estese praterie di posidonia, e i due relitti dell'Anna Bianca (a 40-50 metri di profondità) e del Nasim (a 60 metri).

## L'area protetta
L'isola è un'area naturale protetta. In particolare, è un sito di interesse regionale (SIR) interamente compreso nel Parco nazionale dell'Arcipelago Toscano, con una riserva marina su buona parte dello sviluppo costiero. L'area è sia un sito di importanza comunitaria (pSIC) sia una zona protezione speciale (ZPS). A determinare la protezione dell'area sono state la presenza di forme endemiche, esclusive del sito oppure dell'Arcipelago Toscano, e di numerosi altri elementi d'interesse biogeografico, come, ad esempio, forme sardo-corse.
I principali elementi di criticità interni al sito sono:
- Presenza di abitazioni sparse, su buona parte dell'isola.
- Carico turistico estivo piuttosto elevato.
- Abbondantissima popolazione nidificante di gabbiano reale (Larus cachinnans), che esclude la possibilità di nidificazione per il gabbiano corso (Ichthyaetus audouinii) e influenza notevolmente la vegetazione, in aree estese.
- Presenza di predatori terrestri introdotti dall'uomo (ratti, da verificare la presenza di gatti), che rappresentano una serissima minaccia per uccelli marini e Chirotteri.
- Diffusione di specie vegetali alloctone.

I principali elementi di criticità esterni al sito sono:
- Discariche costiere, che favoriscono l'aumento del gabbiano reale.
- Impatto diretto e indiretto della pesca sugli uccelli marini.

I principali obiettivi di conservazione da adottare sono:
1. Conservazione degli endemismi di flora e fauna (EE).
2. Conservazione dei popolamenti di uccelli marini nidificanti e miglioramento del loro stato di conservazione (EE).
3. Mantenimento/recupero degli habitat prioritari (praterie, formazioni costiere di ginepri) e delle specie floristiche rare (EE).
4. Mantenimento/incremento dei livelli di diversità ambientale, favorendo la presenza dei diversi stadi delle successioni vegetazionali e, in particolare, la permanenza delle fasi pioniere, importanti anche per la sosta degli uccelli migratori (EE).
5. Mantenimento/incremento dei livelli di naturalità (E).
6. Verifica dell'influenza del gabbiano reale sulle formazioni vegetali d'interesse conservazionistico ed eventuale adozione delle misure adeguate (E).
7. Eradicazione/controllo delle specie vegetali alloctone (M).

Indicazioni per le misure di conservazione: 
- Verifica e limitazione di ulteriori programmi di sviluppo d'insediamenti turistici, viabilità, ecc., con particolare attenzione per la tutela delle aree costiere e degli endemismi (EE).
- Eradicazione dei ratti, controllo dei gatti se necessario (EE).
- Monitoraggio delle tendenze evolutive della vegetazione (anche in riferimento all'impatto dei gabbiani reali) ed eventuale adozione di misure gestionali per la tutela degli habitat di maggiore interesse (prati annui, ginepreti costieri, praterie e garighe in generale) (EE).
- Analisi dell'impatto della pesca sugli uccelli marini ed eventuale adozione delle misure ritenute necessarie (E).
- Tutela delle formazioni vegetazionali più evolute (M).
- Attivazione di azioni di eradicazione/controllo delle specie alloctone invasive vegetali (M).
- Attivazione di un piano complessivo per la limitazione del gabbiano reale Larus cachinnans (M).

## Nella cultura di massa
- Nel 1990 Fabio Concato pubblica l'album Giannutri. Il disco, prodotto da Phil Ramone, viene registrato a Parigi e ha visto la collaborazione di Peter-John Vettese[9]; ispirato e dedicato alla "Vista" dell'isola di Giannutri che l'artista amava intravedere all'orizzonte, dalla piccola casa in vacanza ad Ansedonia. Giannutri viene citata nella canzone Speriamo che piova, nella frase: "... han detto quand'è foschia c'è sempre il sole, ma siccome si vede Giannutri, vuol dire che piove..."
- Nel 1966 nell'isola è stato girato l'episodio La famiglia felice del film Marcia nuziale con regia di Marco Ferreri. Il film, che vede come protagonista Ugo Tognazzi, è composto di quattro episodi (Prime nozze, Il dovere coniugale, Igiene coniugale, La famiglia felice) che hanno per tema la crisi dell'istituzione matrimoniale nella società contemporanea.